# Thysanotus banksii
Thysanotus banksii är en sparrisväxtart som beskrevs av Robert Brown. Thysanotus banksii ingår i släktet Thysanotus och familjen sparrisväxter. Inga underarter finns listade i Catalogue of Life.